# 白バラの祈り ゾフィー・ショル、最期の日々
『白バラの祈り ゾフィー・ショル、最期の日々』（しろバラのいのり ゾフィー・ショル さいごのひび、原題: Sophie Scholl – Die letzten Tage）は、2005年制作のドイツの伝記映画。
第二次世界大戦中にナチスに対する抵抗運動を行った白いバラのメンバーの一人で、国家反逆罪により21歳で処刑されたゾフィー・ショルの最期の日々を描く。
2005年のベルリン国際映画祭で監督賞と女優賞を受賞した。

## ストーリー
ミュンヘン大学の大学生、ゾフィー・ショルは、兄のハンス、友人のクリストフと共に反ナチス抵抗組織「白バラ」のメンバーとして、ナチスへの抵抗と戦争の早期終結を呼びかけるビラの作成し、郵送する活動をおこなっていた。ある日、大学構内でのビラまきを決行したゾフィーとハンスは、その場で大学の関係者に発見され、ゲシュタポに逮捕される。当初は「置いてあったビラを落としただけ」と語り、組織とは無関係のノンポリを装って早々に釈放されそうだったゾフィーだったが、すぐに証拠となる大量の切手、ビラの原稿などが押収され、兄が罪を認めたことを知る。全てを覚悟したゾフィーは容疑を認め、良心によって行動した自らの正当性を訴えることを決意する。
それは、ナチスの正当性と「法の支配」を説き、過ちを認めて助命を求めるように勧める尋問官モーアとの、さらにはゾフィー達を「裏切り者」として断罪し、「寄生虫」として葬り去ろうとする判事ローラント・フライスラーとの戦いの始まりを意味していた。

## キャスト
※括弧内は日本語吹き替え
- ゾフィー・ショル - ユリア・イェンチ（斎藤恵理）
- ハンス・ショル - ファビアン・ヒンリヒス（ドイツ語版）（桐本琢也）
- クリストフ・プロープスト - フロアン・シュテッター（ドイツ語版）
- ロベルト・モーア（ドイツ語版）刑事（ゲシュタポ） - アレクサンダー・ヘルト（伊藤和晃）
- エルゼ・ゲーベル（ドイツ語版） - ヨハンナ・ガストドロフ（ドイツ語版）（宮寺智子）
- ローラント・フライスラー判事 - アンドレ・ヘンニッケ（佐々木睦）

## ブック
- F・ブライナースドルファー編『「白バラ」尋問調書 「白バラの祈り」資料集』（石田勇治・田中美由紀訳）（未來社、2007年）